# Transformer (음반)
| 전문가 평가                   | 전문가 평가 |
| 평가 점수                     | 평가 점수   |
| 출처                          | 점수        |
| ----------------------------- | ----------- |
| AllMusic                      | [ 1 ]       |
| Blender                       | [ 2 ]       |
| Chicago Tribune               | [ 3 ]       |
| Christgau's Record Guide      | B−          |
| Encyclopedia of Popular Music | [ 5 ]       |
| Pitchfork                     | 8.4/10      |
| Rolling Stone                 | [ 7 ]       |
| The Rolling Stone Album Guide | [ 8 ]       |
| Spin                          | [ 9 ]       |
| Spin Alternative Record Guide | 8/10        |

《Transformer》는 미국의 싱어송라이터 루 리드의 두 번째 솔로 스튜디오 음반이다. 이 음반은 리드의 가장 성공적인 싱글인 〈Walk on the Wild Side〉에 의해 고정되어 있는, 글램 록 장르의 영향력 있는 랜드마크로 여겨지고 있다. 이 음반은 성적 성향, 성별 정체성, 매춘, 마약 사용에 관한 당시 대립적인 주제를 다루었다. 데이비드 보위가 프로듀싱하고 믹 론슨이 편곡한 이 음반은 1972년 11월, RCA 레코드에 의해 발매되었다. 리드의 자칭 데뷔 솔로 음반은 성공하지 못했지만, 보위는 리드 전 밴드인 벨벳 언더그라운드의 초기 팬이었으며, 자신의 명성을 이용하여 아직 주류 성공을 거두지 못한 리드를 홍보했다.

## 커버 아트
커버 아트는 믹 록 사진에서 나온 것인데, 그가 암실에서 그것을 인쇄할 때 무심코 지나치게 노출되었다. 록은 그 결함을 알아차렸지만 음반 커버를 위해 이미지를 제출할 만큼 우연한 효과를 좋아한다고 결정했다. 칼 스토커 (처음 3장의 록시 뮤직 음반 커버도 함께 찍었던)는 한 여자와 한 남자의 뒷표지를 찍었다. 이 남자는 어니 토르마렌 (리드의 친구)에 의해 묘사되며, 이 남자가 실제로 토르마렌이 사진 촬영 전에 청바지를 봉합한 바나나였다고 말했지만 눈에 띄는 발기를 한 것으로 보인다.

## 발매
음반의 첫 번째 싱글인 〈Walk on the Wild Side〉는 논란의 여지가 있는 주제임에도 불구하고 국제적인 성공을 거두었다. 이 노래의 가사에는 트랜스젠더 문제, 성행위, 마약 등이 언급되어 있어 일부 국가에서는 편집이 되고 다른 나라에서는 금지되기도 한다. 이 곡은 현재 팬들과 비평가들에 의해 리드의 대표곡으로 여겨지고 있다. 〈Satellite of Love〉는 1973년 2월에 두 번째 싱글로 발매되었다. 2002년, 30주년 기념 음반이 발매되었고, 〈Hangin' Round〉와 〈Perfect Day〉의 데모 외에도, 음반 광고를 특징으로 하는 히든 트랙을 포함한다. 2013년 10월 리드가 사망한 데 이어 《Transformer》의 디지털 판매량, 〈Walk on the Wild Side〉와 〈Perfect Day〉는 모두 300% 이상 올랐고, 〈Walk on the Wild Side〉는 빌보드 록 디지털 노래 차트를 38위로 갈아치웠다.

## 곡 목록
모든 곡들은 루 리드에 의해 작사/작곡하였다.
| #  | 제목                      | 재생 시간 |
| -- | ------------------------- | --------- |
| 1. | 〈Vicious〉               | 2:55      |
| 2. | 〈Andy's Chest〉          | 3:17      |
| 3. | 〈Perfect Day〉           | 3:43      |
| 4. | 〈Hangin' 'Round〉        | 3:39      |
| 5. | 〈Walk on the Wild Side〉 | 4:12      |

| #   | 제목                                | 재생 시간 |
| --- | ----------------------------------- | --------- |
| 6.  | 〈Make Up〉                         | 2:58      |
| 7.  | 〈Satellite of Love〉               | 3:40      |
| 8.  | 〈Wagon Wheel〉                     | 3:19      |
| 9.  | 〈New York Telephone Conversation〉 | 1:31      |
| 10. | 〈I'm So Free〉                     | 3:07      |
| 11. | 〈Goodnight Ladies〉                | 4:19      |

## 인증
| 국가                                                  | 인증     | 판매량/출하량 |
| ----------------------------------------------------- | -------- | ------------- |
| 오스트레일리아 (ARIA)                                 | 골드     | 20,000^       |
| 프랑스 (SNEP)                                         | 골드     | 100,000*      |
| 이탈리아 (FIMI)                                       | 골드     | 25,000*       |
| 영국 (BPI)                                            | 플래티넘 | 424,666       |
| *판매량을 기반으로 한 인증 ^출하량을 기반으로 한 인증 |          |               |